# NIFL Premiership 2016/17
Die NIFL Premiership 2016/17 (auch Danske Bank Premiership nach dem Ligasponsor Danske Bank) war die neunte Spielzeit der höchsten nordirischen Fußballliga seit der Neuorganisation der Liga und die 116. Spielzeit insgesamt. Die Saison begann am 6. August 2016 und endete im Mai 2017.
Titelverteidiger war der Crusaders FC.

## Mannschaften
| Verein                | Stadion         | Stadt          | Kapazität |
| --------------------- | --------------- | -------------- | --------- |
| Ards FC               | Clandeboye Park | Newtownards    | 01.895    |
| Ballinamallard United | Ferney Park     | Ballinamallard | 02.000    |
| Ballymena United      | The Showgrounds | Ballymena      | 03.050    |
| Carrick Rangers FC    | Taylors Avenue  | Carrickfergus  | 06.000    |
| Cliftonville FC       | Solitude        | Belfast        | 02.530    |
| Coleraine FC          | The Showgrounds | Coleraine      | 02.496    |
| Crusaders FC          | Seaview         | Belfast        | 03.383    |
| Dungannon Swifts      | Stangmore Park  | Dungannon      | 05.000    |
| Glenavon FC           | Mourneview Park | Lurgan         | 04.160    |
| Glentoran FC          | The Oval        | Belfast        | 05.056    |
| Linfield FC           | Windsor Park    | Belfast        | 12.342    |
| Portadown FC          | Shamrock Park   | Portadown      | 03.940    |

## Vorrunde

### Abschlusstabelle
| Pl. | Verein                | Sp. | S  | U  | N  | Tore    | Diff. | Punkte |
| --- | --------------------- | --- | -- | -- | -- | ------- | ----- | ------ |
| 1.  | Crusaders FC (M)      | 33  | 24 | 6  | 3  | 071:270 | +44   | 78     |
| 2.  | Linfield FC           | 33  | 22 | 8  | 3  | 073:220 | +51   | 74     |
| 3.  | Coleraine FC          | 33  | 17 | 9  | 7  | 049:320 | +17   | 60     |
| 4.  | Cliftonville FC       | 33  | 17 | 7  | 9  | 050:350 | +15   | 58     |
| 5.  | Ballymena United      | 33  | 16 | 4  | 13 | 067:660 | +1    | 52     |
| 6.  | Glenavon FC (P)       | 33  | 11 | 12 | 10 | 046:430 | +3    | 45     |
| 7.  | Dungannon Swifts      | 33  | 10 | 10 | 13 | 054:530 | +1    | 40     |
| 8.  | Glentoran FC          | 33  | 10 | 9  | 14 | 036:450 | −9    | 39     |
| 9.  | Ards FC (N)           | 33  | 10 | 6  | 17 | 048:620 | −14   | 36     |
| 10. | Ballinamallard United | 33  | 8  | 5  | 20 | 035:630 | −28   | 29     |
| 11. | Carrick Rangers FC    | 33  | 5  | 6  | 22 | 026:650 | −39   | 21     |
| 12. | Portadown FC 1        | 33  | 5  | 4  | 24 | 023:660 | −43   | 07     |

| (M) | amtierender nordirischer Meister             |
| (P) | amtierender nordirischer Pokalsieger         |
| (N) | Aufsteiger aus der NIFL Championship 2015/16 |

## Finalrunden

### Meisterplayoff
Die sechs bestplatzierten Teams des Grunddurchgangs traten je einmal gegeneinander an, um den Meister und die internationalen Startplätze auszuspielen. Die Punkte aus dem Grunddurchgang wurden dabei mitgenommen.

#### Abschlusstabelle
| Pl. | Verein           | Sp. | S  | U  | N  | Tore    | Diff. | Punkte |
| --- | ---------------- | --- | -- | -- | -- | ------- | ----- | ------ |
| 1.  | Linfield FC      | 38  | 27 | 8  | 3  | 087:240 | +63   | 89     |
| 2.  | Crusaders FC (M) | 38  | 27 | 6  | 5  | 083:360 | +47   | 87     |
| 3.  | Coleraine FC     | 38  | 18 | 11 | 9  | 056:420 | +14   | 65     |
| 4.  | Ballymena United | 38  | 18 | 5  | 15 | 075:730 | +2    | 59     |
| 5.  | Cliftonville FC  | 38  | 17 | 7  | 14 | 055:500 | +5    | 58     |
| 6.  | Glenavon FC (P)  | 38  | 13 | 13 | 12 | 055:550 | ±0    | 52     |

| (M) | amtierender nordirischer Meister     |
| (P) | amtierender nordirischer Pokalsieger |

### Abstiegsplayout
Die sechs schlechteren Teams des Grunddurchgangs traten je einmal gegeneinander an, um den Absteiger und den Relegationsteilnehmer zu bestimmen. Die Punkte aus dem Grunddurchgang wurden dabei mitgenommen.

#### Abschlusstabelle
| Pl. | Verein                | Sp. | S  | U  | N  | Tore    | Diff. | Punkte |
| --- | --------------------- | --- | -- | -- | -- | ------- | ----- | ------ |
| 7.  | Dungannon Swifts      | 38  | 14 | 10 | 14 | 067:590 | +8    | 52     |
| 8.  | Ards FC (N)           | 38  | 13 | 8  | 17 | 061:700 | −9    | 47     |
| 9.  | Glentoran FC          | 38  | 12 | 10 | 16 | 045:530 | −8    | 46     |
| 10. | Ballinamallard United | 38  | 10 | 5  | 23 | 045:720 | −27   | 35     |
| 11. | Carrick Rangers FC    | 38  | 5  | 7  | 26 | 031:790 | −48   | 22     |
| 12. | Portadown FC 1        | 38  | 7  | 4  | 27 | 028:750 | −47   | 13     |

| (N) | Aufsteiger aus der NIFL Championship 2015/16 |

### Europa-League-Playoffs
Die Mannschaften auf den Plätzen vier bis sechs des Meisterplayoff sowie der Sieger der Abstiegsplayouts erreichten die Playoffs. Im K.-o.-System wird ein Teilnehmer an der 1. Qualifikationsrunde zur UEFA Europa League 2017/18 ermittelt.
Runde 1
Die Spiele wurden am 8. Mai 2017 ausgetragen.
|                  | Ergebnis |                  |
| ---------------- | -------- | ---------------- |
| Ballymena United | 5:2      | Dungannon Swifts |
| Cliftonville FC  | 3:5      | Glenavon FC      |

Runde 2
Das Spiel wurde am 12. Mai 2017 auf dem Solitude (Belfast) ausgetragen.
|                  | Ergebnis |             |
| ---------------- | -------- | ----------- |
| Ballymena United | 2:1      | Glenavon FC |

### Relegation
Der Elftplatzierte Carrick Rangers FC traf auf den Sieger des Play-offs zwischen der Zweit- und Drittplatzierten der NIFL Championship 2016/17.
Runde 1
Die Spiele wurden am 2. und 5. Mai 2017 ausgetragen.
|                     | Gesamt |              | Hinspiel | Rückspiel |
| ------------------- | ------ | ------------ | -------- | --------- |
| Ballyclare Comrades | 2:3    | Institute FC | 1:0      | 1:3       |

Runde 2
Die Spiele wurden am 9. und 12. Mai 2017 ausgetragen.
|              | Gesamt |                    | Hinspiel | Rückspiel |
| ------------ | ------ | ------------------ | -------- | --------- |
| Institute FC | 2:5    | Carrick Rangers FC | 1:1      | 1:4       |

## Torschützenliste
| Pl. | Name              | Mannschaft       | Tore |
| --- | ----------------- | ---------------- | ---- |
| 01. | Andrew Mitchell   | Dungannon Swifts | 25   |
| 02. | Paul Heatley      | Crusaders FC     | 21   |
| 03. | Jordan Owens      | Crusaders FC     | 20   |
| 03. | Andrew Waterworth | Linfield FC      | 20   |
| 05. | Curtis Allen      | Glentoran FC     | 16   |
| 05. | Cathair Friel     | Ballymena United | 16   |
| 07. | Jamie McGonigle   | Coleraine FC     | 15   |
| 08. | Aaron Burns       | Linfield FC      | 14   |
| 08. | Tony Kane         | Ballymena United | 14   |
| 10. | Jonathan McMurray | Ballymena United | 13   |